# Cristo Rei da Ponta do Garajau
Cristo Rei da Ponta do Garajau, ou Cristo Rei da Madeira, é o monumento ao Sagrado Coração de Jesus erigido na Ponta do Garajau, na ilha da Madeira.

## Descrição
O monumento, com 14 metros de altura, consiste numa estátua de braços abertos voltada para o oceano. Foi mandado construir e pago pelo conselheiro Aires de Ornelas, filho do último morgado do Caniço.
A estátua foi executada pelos escultores franceses Pierre Lenoir e Georges Serraz. O início dos trabalhos foi anunciado a 1 de outubro de 1922, sendo então descrita como uma estátua do Coração de Jesus em mármore branco, com três metros de altura sobre um pedestal de 5 metros. Foi inaugurada no dia 30 de outubro de 1927.
É o mais antigo monumento ao Cristo Rei edificado.